# 高井幸大
高井幸大（日语：／ Kōta Takai */?；2004年9月4日—），日本足球運動員，現效力英超球隊熱刺，日本國家足球隊成員。

## 榮譽
川崎前鋒
- 天皇杯冠軍：2023[5]
- 日本超級盃冠軍：2024[6]

日本U23
- U-23亞洲盃冠軍：2024